# Райко Джуріч
Райко Джуріч (народився 3 жовтня 1947 року у Мало Орашє, помер 2 листопада 2020 року у Белграді) — сербський письменник і політик ромського походження.

## Життєпис
Народився 3 жовтня 1947 року у Мало Орашє. Вивчав філософію та теологію у Белградському університеті. У 1991 році він переїхав до Берліна, щоб уникнути участі у війнах, що спалахнули після розпаду Югославії. До переїзду працював у газеті «Політика». Деякий час він був президентом Міжнародного союзу ромів. Написав понад 500 статей та 34 книги; він співпрацював над виробництвом фільму, я зустрічав навіть щасливих циган , він був співавтором фільму «Czas Gypsy». У 2007 році його обрано до Національних зборів Республіки Сербія, був кандидатом від Союзу ромів Сербії. На виборах 2008 року він знову балотувався до асамблеї, але його не обрали. Помер 2 листопада 2020 року уБелграді.